# Кукнур
Кукну́р (рос. Кукнур, марій. Кукнур) — село у складі Сернурського району Марій Ел, Росія. Адміністративний центр Кукнурського сільського поселення.

## Населення
Населення — 795 осіб (2010; 728 у 2002).
Національний склад (станом на 2002 рік):
- марі — 93 %